# Карауил-Канай-бія
Карауи́л-Кана́й-бі́я (каз. Қарауыл Қанай би) — село у складі Зерендинського району Акмолинської області Казахстану. Адміністративний центр сільського округу імені Канай-бі.
Населення — 288 осіб (2021; 356 у 2009, 687 у 1999, 925 у 1989).
Національний склад станом на 1989 рік:
- казахи — 100 %.

До 2001 року село називалося село Карабулак.